# Rio Torno
O Rio Torno é um curso d'água de Portugal. Nasce na Serra de Massamá e vai desaguar, perto de Queluz. Durante o seu trajecto passa por Monte Abraão mas desvia para a sua foz antes de chegar à Amadora. A sua bacia hidrográfica encontra-se agora suplantada pelos prédios e, por isso, recorre aos tubos de esgotos para circular.